# Стюарт, Давид
Дэвид Стюарт (англ. David Stuart; род. 7 августа 1965) — американский археолог и эпиграфист, специализирующийся на изучении древней Мезоамерики, особенно цивилизации майя. В юном возрасте получил признание в научной среде за работу по расшифровке иероглифов майя. В настоящее время является профессором искусства и письменности Мезоамерики в Департаменте искусств и истории искусств в Техасском университете в Остине.

## Биография
Дэвид Стюарт, сын археолога Джорджа Э. Стюарта и писательницы Джин С. Стюарт. Большую часть своего детства провёл, вместе с родителями, на археологических раскопках во время экспедиций в Мексике и Гватемале. С 10 лет проявлял пристальный интерес к иероглифам майя и их дешифровки, изучал научные труды по данной тематике. В 12 лет выступил с первым научным докладом.
В 18 лет получил Макартуровскую стипендию за работу по дешифровке иероглифов майя «Десять фонетических слогов», заложившей основу для современной методологии дешифровки майя. Он стал самым молодым лауреатом в истории этой премии. Работал в тесном сотрудничестве с майянисткой Линдой Шиле. Американские «кнорозовисты» — Ф. Лаунсбери, Линда Шеле и Дэвид Стюарт — в 1980-е годы образовали рабочую группу и приступили к исследованию текстов Паленке и Копана; в 1986 году они смогли идентифицировать основателя шукуупской династии — К’инич-Йаш-К’ук'-Мо'.
Исследования Дэвида Стюарта внесли существенный вклад в область эпиграфики, в частности, связанных с дешифровкой древней письменности майя. В 2008 году о нем был снят документальный фильм «Ломая код майя».
В 1995 году получил докторскую степень в области антропологии в университете Вандербильта. В это же время он был назначен Бартлетским куратором майянской иероглифики в музее Пибоди при Гарвардском университете и старшим преподавателем кафедры антропологии Гарвардского университета. В 2004 году перешёл на место нынешней работы в Техасский университет в Остине.
Длительное время вёл полевые исследования на раскопках многочисленных археологических памятников, в том числе в Коба, Паленке, Йашчилане, Пьедрас-Неграсе, Копане, Дос-Пиласе, Ла-Короне, Калакмуле, Сан-Бартоло и Хультуне. Его основной деятельностью было ведение документирования майянской скульптуры и надписей. Продолжает активно участвовать в нескольких проектах раскопок в Гватемале и Гондурасе.
В 2003 году «Корпус иероглифической письменности майя» с планом раскопок и фотографиям скульптуры из Пьедрас-Неграс в Гватемале. В 2008 году стал соавтором отца при написании книги «Паленке: вечный город майя». В своей последней работе «Порядок суток», изданной в 2011 году, исследует важную роль времени и космология классической цивилизации майя, развенчания миф о якобы предсказанным майя уничтожении мира в 2012 году.
В настоящее время помимо преподавательской деятельности является директором центра Мезоамерики в Техасском университете в Остине, способствуя междисциплинарным исследованиям по древней американской культуре и искусству. Он также курирует деятельность Каса-Эррера, академического научно-исследовательского центра Техаского университета в Антигуа, в Гватемале, занимающийся исследованиями археологии и культуры Мезоамерики.